# Bourréac
Bourréac ist eine französische Gemeinde mit 118 Einwohnern (Stand 1. Januar 2022) im Département Hautes-Pyrénées in der Region Okzitanien (zuvor Midi-Pyrénées) in den Vor-Pyrenäen.

## Geografie
Bourréac liegt etwa vier Kilometer östlich von der Stadt Lourdes. Im Süden befindet sich die Gemeinde Lézignan.

## Bevölkerungsentwicklung

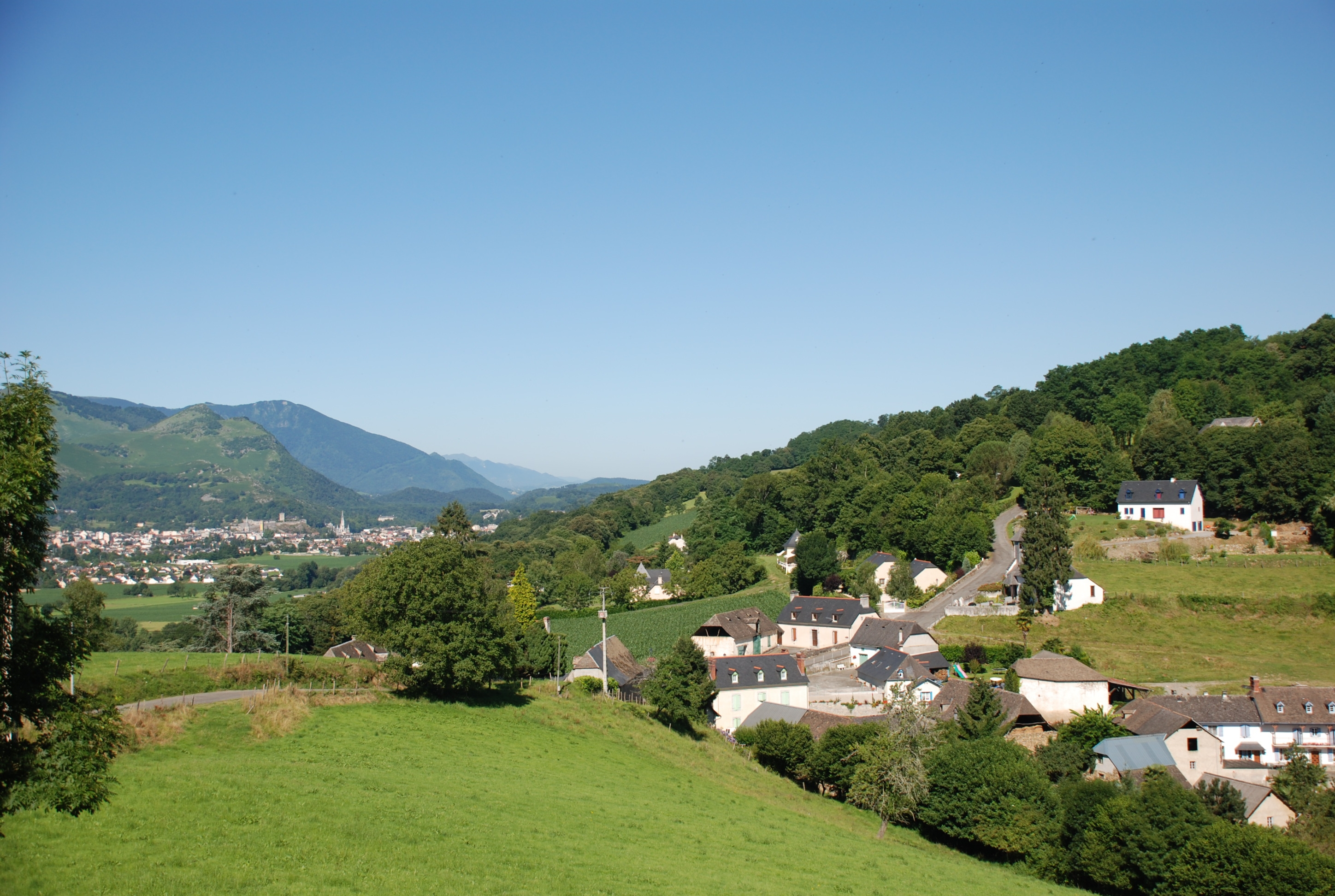
Bourréac (rechts) und Lourdes (Hintergrund links)

| 1962 | 1968 | 1975 | 1982 | 1990 | 1999 | 2006 |
| 36   | 41   | 45   | 49   | 46   | 70   | 94   |

(Quelle: INSEE)